# Angitia caliginosa
Angitia caliginosa är en fjärilsart som beskrevs av William Schaus 1911. Angitia caliginosa ingår i släktet Angitia och familjen nattflyn. Inga underarter finns listade i Catalogue of Life.